# Rorýs bělokrký
Rorýs bělokrký (Streptoprocne zonaris) je pták z řádu svišťounů (Apodiformes). Je zástupce rodu Streptoprocne.

## Popis
Rorýs bělokrký je velký druh rorýse, dosahuje velikosti 20–22 cm a hmotnosti 90–125 g. V oblastech výskytu rorýse bělokrkého se jedná o největší druh rorýse. Výjimku tvoří pouze jihozápadní Mexiko, kde se vyskytuje příbuzný rorýs mexický (Streptoprocne semicollaris), který je ještě o trochu větší a který je jedním ze dvou největších druhů rorýsů světa. Rozpětí křídel je mezi 45 a 55 cm. Ocas je jen lehce vykrojen a často se jeví hranatý.
Šat dospělých jedinců je černý, na zádech s modravým leskem. Krk obepíná bílý obojek, který je širší a tmavší na hrudi více než na zátylku. Šat mladých jedinců je matnější a obojek je nevýrazný nebo chybí.

## Chování
Rorýsi bělokrcí si staví miskovitá hnízda z bláta, mechu a chitinu na římsách a v koutech jeskyní, obvykle za vodopády. Hnízdo má v průměru 120–170 mm a je 30–90 mm hluboké. Snůška má 2 bílá vajíčka. Probíhá v březnu a červenci. Žije jako stálý pták v horách a na jejich úpatích od Mexika po Argentinu, na Velkých Antilách a Trinidadu. Potravu ale hledá v rozsáhlejší oblasti, včetně nižších poloh.
Jedná se o pospolitý druh s hejny o 100 a více jedincích, často s jinými druhy rorýsů. Jeho let je rychlý a přímý. Dosahuje v letu rychlostí 70 až 100 km/h.
Potravu hledá v letu. Živí se hmyzem.
V Mexiku jsou hnízda pleněna vačicí virginskou, mladé ptáky loví po výletu z hnízd sokol stěhovavý.